# Station Schnaittenbach
Station Schnaittenbach is een spoorwegstation in de Duitse plaats Schnaittenbach. Het station werd in 1898 geopend. 